# 木野晴夫
木野 晴夫（きの はるお、1919年（大正8年）7月4日 - 1997年（平成9年）2月13日）は、日本の大蔵官僚、政治家。自由民主党所属の衆議院議員（当選6回）。

## 来歴
大阪府出身。大阪高等学校を経て、1942年（昭和17年）7月、高等試験行政科に合格。同年9月、大蔵省事務取扱嘱託となり理財局に配属。1943年（昭和18年）7月、高等試験司法科に合格し、同年8月、東京帝国大学法学部政治学科を卒業し、大蔵属に任官し外資局に配属。同年9月、大蔵省を退職し短期現役士官として海軍に志願し、海軍法務見習尉官となる。1944年（昭和19年）3月、海軍法務中尉に進み、舞鶴鎮守府軍法会議法務官、呉鎮守府軍法会議法務官などを歴任し、1945年（昭和20年）3月、海軍法務大尉に昇進し、同年12月、予備役となる。
1945年12月、大蔵省に復帰し大蔵属として主税局に配属された。以後、福井税務署長、銀行局検査部金融検査官、大阪国税局間税部長、国税庁長官官房人事課長、理財局地方資金課長、北海道財務局長などを歴任し、1964年（昭和39年）9月に退官した。
1967年の第31回衆議院議員総選挙で大阪府5区から自由民主党公認で立候補して初当選した。以来連続6期務める。第1次田中角栄内閣・経済企画政務次官、第2次田中内閣・防衛政務次官、衆議院社会労働委員長、同内閣委員長に就任。この他自民党国会対策副委員長を歴任した。1983年の第37回総選挙に出馬せず引退した。1997年死去。

## 栄典
- 1989年 - 勲二等旭日重光章受章[6]